# Fred Daly
Fred Daly, född 1911 i Portrush i County Antrim, död 1990, var en nordirländsk golfspelare.
Daly vann The Open Championship 1947 på Royal Liverpool Golf Club. 2005 var han fortfarande den ende spelaren från den irländska ön som hade vunnit tävlingen. Han deltog i Ryder Cup 1947, 1949, 1951 och 1953.